# أندرو بي هيل
أندرو بي هيل (بالإنجليزية: Andrew P. Hill)‏ هو مصور ورسام أمريكي، ولد في 9 أغسطس 1853 في فالبارايسو في الولايات المتحدة، وتوفي في 1922.